# Ковалевка (Тернопольская область)
Ковалевка (укр. Ковалівка) — село в Монастырисской городской общине Чортковского района Тернопольской области Украины.
До 2020 года входило в Монастырисский район.
Население по переписи 2001 года составляло 1217 человек. Почтовый индекс — 48322. Телефонный код — 3555.